# USS Carl M. Levin (DDG-120)

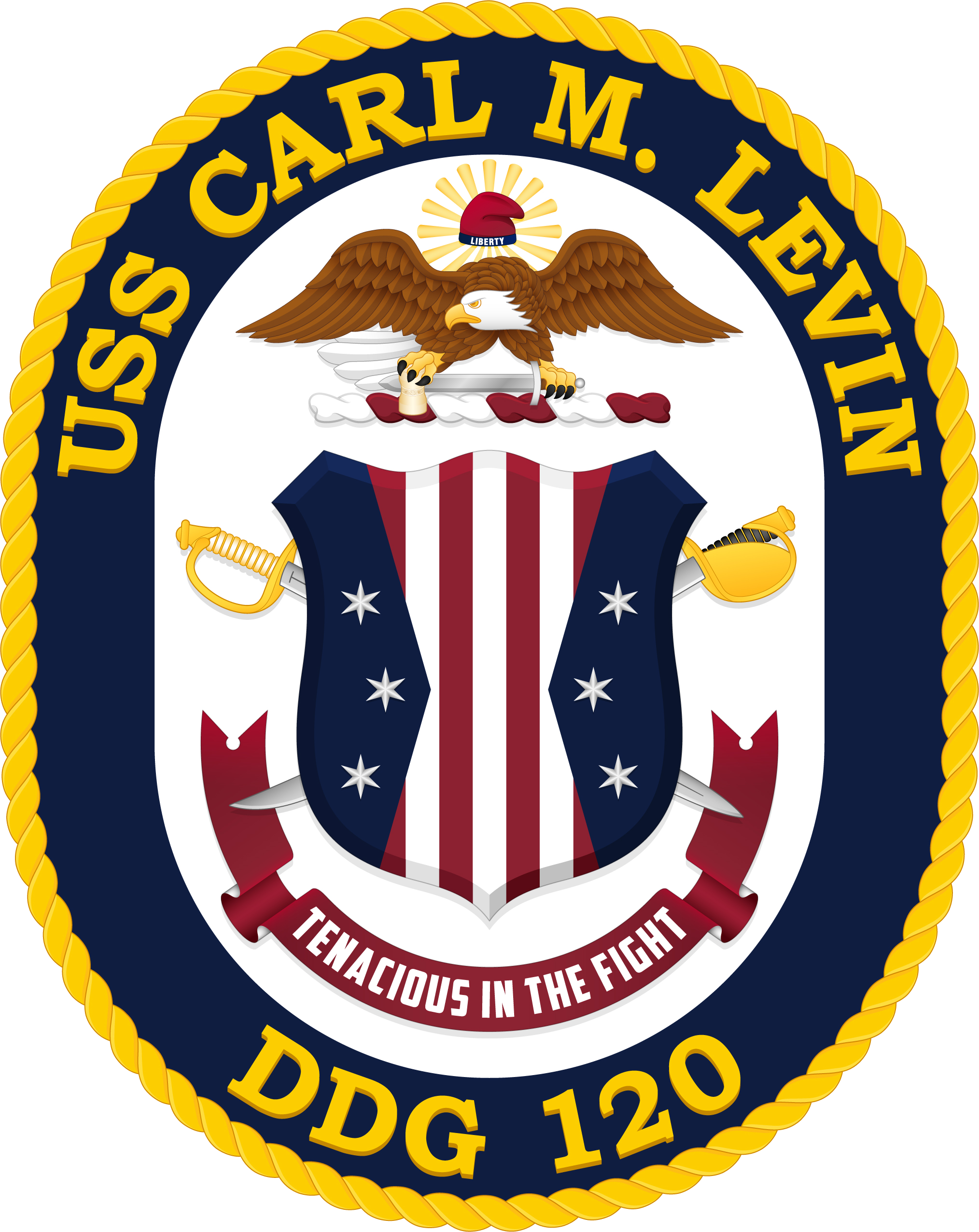

«Карл Левін» (англ. USS Carl M. Levin (DDG-120)) — есмінець типу «Арлі Берк» ВМС США. Названий на честь політика, сенатора США Карла Левіна.

## Історія створення
Есмінець «Карл Левін» був замовлений 14 березня 2014 року. Закладений 1 лютого 2019 року на верфі фірми Bath Iron Works. 2 жовтня 2021 року був охрещений на верфі General Dynamics Bath Iron Works у Баті, штат Мен.